# Hometown Cha-Cha-Cha
Hometown Cha-Cha-Cha (hangeul : 갯마을 차차차 ; RR : Gaenmaeul Chachacha) est une série télévisée sud-coréenne diffusée du 28 août 2021 au 17 octobre 2021 sur tvN. La série est un remake du film sud-coréen Mr. Hong. réalisé en 2004 par Kang Seok-beom.
La série est diffusée sur la plateforme Netflix depuis le 28 août 2021.
Comédie romantique, la série dépeint de façon réaliste et simple la vie des habitants en bord de mer et la rencontre entre une jeune citadine, Hye-jin, et un jeune homme débrouillard et généreux, Hong Du-sik.

## Synopsis
Yoon Hye-Jin est dentiste dans un grand cabinet à Séoul. Lorsqu'elle découvre que sa responsable lui a retiré le dossier de l'une de ses patientes, elle décide de démissionner. Le soir même, elle critique ouvertement son ancienne responsable sur un réseau social pour dentistes, après une soirée à boire avec sa meilleure amie, Pyo Mi-Seon. Sa réputation alors mise à mal, il lui est impossible de retrouver un emploi. La suite s’annonçant difficile, elle se rend dans un village de pêcheurs, Gongjin, comme un voyage initiatique à l'occasion de l'anniversaire de sa défunte mère. Malheureusement, la malchance la poursuit mais un curieux jeune homme, qui semble être partout, va lui apporter son aide.

## Distribution

### Personnages principaux
- Shin Min-a : Yoon Hye-jin, une brillante et pragmatique dentiste, qui se retrouve dans l'idyllique ville de Gongjin à la suite d'une série de décisions[2].
  - Shim Hye-yeon : Yoon Hye-jin enfant
  - Oh Ye-joo : Yoon Hye-jin adolescente[3]
- Kim Seon-ho : Hong Du-sik, surnommé "Chef Hong" par les habitants, semble être l'homme à tout faire du village. Il est toujours prêt à aider ses voisins et il adore sa vie à Gongjin.
  - Song Min Jae : Hong Du-sik enfant
  - An Seong Won : Hon Du-sik pré-adolescent
  - Moon Sung Hyun : Hon Du-sik adolescent
- Gong Min-jeung : Pyo Mi-seon. Elle est la meilleure amie de Yoon Hye-Jin depuis le collège. Elle travaille aussi dans le milieu dentaire en tant qu'assistante dentaire. Quand elle apprend que son copain la trompe, elle décide de rejoindre son amie à Gongjin. Elle est capable de comprendre les patients quand ils parlent la bouche ouverte.
- Lee Sang-yi : Ji Seong-hyun : Producteur de séries télévisées et bourreau de travail, il se rend à Gongjin un peu par hasard et décide d'y tourner sa prochaine série. Il était à la fac avec Hye-jin[2].

### Personnages secondaires

#### Personnages autour de Hye-jin
- Seo Sang-won : Yoon Tae-hwa, le père de Hye-jin
- Wu Mi Hwa : Lee Myeong sin, la belle-mère de Hye-jin (voix française : Sabeline Amaury)

##### Personnages autour de Hong Du-sik
- Lee Ho Jae : le grand-père de Hong Du-sik
- Oh Eui Sik : Park Jeong-U, un ami très cher de la fac que Hong Du-sik considérait comme son frère
- Kim Ji Hyeon :  Seon A, la femme de Park Jeong-U
- Kim Hak Seon : Kim Gi Hun, un agent de sécurité du cabinet de gestion où travaillait Hong Du-sik
- Kim Hyun : la femme de Kim Gi Hun

##### Personnages autour de Ji Seong-hyun
- Park Ye Yeong : Wang Ji Won, réalisatrice talentueuse qui travaille avec Seong-hyun depuis 7 ans
- Lee Suk Hyeong : Kim Do-ha, un collègue de Seong-hyun
- Sung Tae : June, leader du groupe DOS
- Baek Seung : In Woo, vocaliste du groupe DOS

###### Habitants de Gongjin
- Kim Young-ok : Kim Gam-ri, la leader du trio inséparable des grands-mères du village. Elle est très proche de Hong Du-sik qu'elle considère comme son fils et son petit-fils
- Lee Yong-yi : Lee Mat-yi, la seconde grand-mère
- Shin Shin-ae (ko) : Park Sook-ja, la plus jeune des grand-mères
- Jo Han-chul : Oh Chun Jae, ancien chanteur sous le nom de "Oh Yoon" qui a mis un terme à sa carrière dans les années 1990. Il est le propriétaire du "café en plein jour, et bière au clair de lune", un café au style bucolique qui est le lieu des réunions de quartier ou encore de discussions entre les personnages
- Kim Min Seo : Oh Ju Ri, la fille de Oh Chun Jae. Elle est une idole du groupe DOS. Elle rêve de devenir la styliste du groupe
- Lee Bong Ryeong : Yeo Hwa Jeong, propriétaire d'un restaurant de poissons crus. Elle est également la propriétaire du local du cabinet dentaire et de l'appartement de Hye-jin
- In Gyo Jin : Jang Yeong Guk, ex-mari de Yeo Hwa Jeong. Il travaille au Centre Administratif et Social de la ville et il est le chef du village
- Gi Eun Yu : Jang Yi Jun, fils de Hwa Jeong et de Yeon Guk. Elève en CE1, il est très fort en mathématiques. Il a un hérisson comme animal de compagnie qu'il partage avec son unique et meilleure amie, Bo Ra. Il est extrêmement poli et respectueux
- Hong Ji Hee : Yu Cho Hui, elle est professeure à l'école primaire de la ville. Elle habitait autrefois avec Yeong Guk et Hwa Jeong
- Cha Cheong Hwa : Jo Nam Suk, propriétaire d'un restaurant chinois. Elle adore les ragots et elle a la manie de frapper les gens quand elle leur parle
- Kang Hyeong Seok : Choi Eun Cheol, un agent de police de la ville très formel qui est passionné par des répliques d'armes de guerre
- Kim Ju Yeon : Ham Yun Gyeong, elle est propriétaire d'une petite superette nommée "Bora". Elle est enceinte de son deuxième enfant
- Yoon Seok Hyun : Choi Geum Cheol, il est propriétaire d'une quincaillerie mais il ne sait rien faire. Il est le mari de Yun Gyeong
- ko Do Yeon : Choi Bo Ra, elle est la fille de Yun Gyeong et de Geum Cheol et elle est très proche de Yi Jun
- Kim Seong Beom : Ban Yong Hun, employé de la mairie

###### Autres personnages
- Bae Hae Seon : Lee Min Yeong, responsable du cabinet dentaire de Séoul et responsable de Hye-jin
- Lee Jin Hee : la mère de Hye-jin
- Yun Dan Bi : l'assistante dentaire  du cabinet dentaire de Séoul
- Choi Yu Jin : une amie de Hye-jin
- Im Seong Mi : une amie de Hye-jin
- Ruy Ye Ri : une amie de Hye-jin
- Hong In A : une amie de Hye-jin
- Min Ku Kyung : le psychiatre
- Lee Ki Sub : l'arnaqueur
- Ahn Su Bin : la vendeuse en bijouterie
- Park Mi Hyeon : la mère de Yu Cho Hui
- Lee Do Yeop : le fils de Gam Ri

### Apparition spéciale
- Lee Jung-eun : Kim Yeon Ok, voisine de palier et patiente de Hye-jin à Séoul

## Production

### Générique d'ouverture
Le générique représente, sous forme de dessins, plusieurs scènes symboliques de l'histoire et aussi de la ville de Gongjin. La bande son s'intitule "The title of Hometown cha cha cha", elle est composée par Yoon Jung Hyun.

### Tournage
Le tournage a eu lieu du 28 août 2021 et s'est achevé le 17 octobre 2021. Le village de pêcheur de Gongjin est en réalité un village fictif et les lieux emblématiques de la série ont été filmés dans la province de l'est de la Corée du Sud, Gyeongsangbuk-do., dans la ville de Pohang.

#### Le bateau sur la colline
C'est sûrement le lieu le plus emblématique de la série puisque la première image que l'on voit de Gonjin est un plan large sur le bateau et la vue magnifique qu'il offre sur la ville et le littoral. C'est un lieu important pour Hong Du-sik puisqu'il lui sert de repaire pour se reposer de toutes les sollicitations de ses voisins. Le bateau, qui appartenait à son grand-père, porte le nom de sa grand-mère : Sun Im.
Hong Du-sik a installé le bateau sur la colline afin qu'il puisse profiter d'une belle vue sur l'océan, étant donné qu'il n'est plus en état pour naviguer.
Le bateau, initialement conçu pour le film, est resté après la fin du tournage. Il est devenu un site d'attraction pour les touristes locaux et étrangers.
Il se situe dans le parc commémoratif Sabang Ginyeom, à Pohang.

#### Le marché de Gongjin
Il réunit de nombreux lieux présents dans la série : la supérette Bora, la quincaillerie Cheongho, le café Oh Yoon et la statue du Calmar au centre du marché. Les décors de la série y demeurent encore.
Il s'agit en réalité du marché Cheongha à Pohang.
Pour la façade du café, l'équipe de tournage a utilisé une usine d'aluminium toujours en activité. L'intérieur ne peut être visité mais il est possible de venir les week-end pour se faire photographier avec la façade du bâtiment.

#### Place des enchères sur le site du port de Gongjin
Il s'agit de la place où le chef Hong effectue des enchères pour vendre les pêches du jour et où Hye-jin travaille avec les grand-mères à la découpe de calmars, le jour de son arrivée à Gongjin.
Le port de Gongjin a été filmé au port de Yangpo à Pohang. Dès 5h du matin, il est possible d'y effectuer des enchères pour acheter de très bons produits frais de la mer. Il s'agirait également d'un excellent endroit où effectuer de bonnes prises de poissons en mer. On y trouve aux alentours des stands de rue où des femmes préparent directement le poisson devant le client.

#### Plage de Gongjin
La plage est le lieu où les deux protagonistes principaux se rencontrent pour la première fois. Les deux héros y ont de nombreux souvenirs et le chef Hong y vient régulièrement pour surfer. Il donnera notamment des cours particulier de surf à Seong-hyun. Mais ce dernier, étant particulièrement maladroit, tombe sans arrêt de sa planche.
Les scènes ont été tournées sur la plage Wolpo, qui signifie "la plage claire sous les lueurs de la lune", à Pohang. D'ailleurs, à l'entrée de la plage, on peut y voir une immense sculpture de lune. On trouve aux alentours des terrains de camping et des magasins de prêt de matériel pour le surf, ce qui en fait un endroit prisé pendant l'été.

#### Le phare rouge
Immanquable lors des vues aériennes de Gongjin, il est un lieu de quiétude pour le chef Hong qui aime s'y installer le soir pour s'y reposer. C'est à cet endroit qu'il rencontre pour la première fois le producteur Seong-Hyun qui, par imprudence, manque de tomber sur les rochers brise-lame de la jetée.
Les scènes ont été tournées sur les jetées Cheongjin 2ri et Seokbyong 1ri. Elles se situent dans le port de Cheongjin.
En cas de visite sur la zone du phare rouge, il est à noter qu'il n'y a pas d'installation particulière de sécurité.

#### Cabinet de dentiste du Docteur Yoon Hye-jin
Initialement un local, Hye-jin finira par le choisir pour en faire son cabinet dentaire puisqu'il est le seul disponible en location à Gongjin. Le chef Hong rénovera entièrement l'intérieur. Il offre une vue imprenable sur la mer.
Dans les faits, il s'agit d'un centre d'accueil pour pêcheurs situé sur la plage du port de Cheongjin. Si le centre a préservé la devanture crée pour le drama, il n'est cependant pas possible de visiter l'intérieur.
Néanmoins, un café proposant des vues sur la mer et un magasin d'articles de plongée sont à proximité du centre.

#### Le restaurant de poissons crus Hwajeong
Restaurant emblématique de la ville de Gongjin et visiblement le meilleur, il est tenu par Yeo Hwa Jeong, une travailleuse acharnée et très bonne cuisinière. C'est dans ce lieu où Hye-jin mangera pour la première fois à Gongjin. Elle y déguste la traditionnelle soupe aux algues, certainement en hommage à sa mère à l'occasion de son anniversaire. Il deviendra le restaurant préféré du producteur Seong-hyun, qui adore manger, et certainement la raison pour laquelle il a choisi Gongjin pour y tourner sa série.
Ce restaurant a réellement existé mais a cessé son activité depuis.